# Rogača (Sopot)
Rogača (em cirílico:Рогача) é uma vila da Sérvia localizada no município de Sopot, pertencente ao distrito de Belgrado, nas regiões de Šumadija e Kosmaj. A sua população era de 1046 habitantes segundo o censo de 2002.

## Demografia
| 1948  | 1953  | 1961  | 1971  | 1981  | 1991  | 2002  |
| ----- | ----- | ----- | ----- | ----- | ----- | ----- |
| 1 762 | 1 740 | 1 665 | 1 380 | 1 330 | 1 271 | 1 046 |